# 上田弘司
上田 弘司（うえだ ひろし、1952年9月7日 - ）は、日本の俳優、スーツアクター、殺陣師。奈良県出身。レッド・エンタテインメント・デリヴァー所属。大野剣友会出身。

## 人物・来歴
1974年、日本体育大学在学中に、アルバイトで後楽園ゆうえんちでの大野剣友会による『仮面ライダーV3ショー』のトランポリンスタントを受け持つ。『仮面ライダーアマゾンショー』ではスーツアクターとして主演を務めた。
1975年、大学卒業後、大野剣友会の正式メンバーとなる。当初は体育教師を志望していたが、剣友会の仕事に触れ入会を決断した。剣友会の担当するヒーロー番組で、主にトランポリンスタントを担当。『仮面ライダースーパー1』では技の型も考案した。
その後、大野剣友会の副社長として、代表の岡田勝とともに殺陣師として活躍。後進の指導にも当たる。
2006年、新堀和男の設立したレッド・エンタテインメント・デリヴァーに移籍。

## 出演

### テレビドラマ
- 仮面ライダーシリーズ
  - 仮面ライダーストロンガー（1975年） - 戦闘員、怪人[注釈 1]
  - 全員集合!7人の仮面ライダー!!（1976年）
  - 仮面ライダー (スカイライダー)（1979年 - 1980年） - スカイライダー（トランポリン）[1]、警備員B（第5話）、作業員A（第15話）、技師A（第16話）、怪人[注釈 2]、仮面ライダー1号の声、仮面ライダー2号の声、にせスカイライダー（第48話）、仮面ライダーアマゾンの声（第54話）[注釈 3]
  - 仮面ライダースーパー1（1980年 - 1981年） - 仮面ライダースーパー1（トランポリン）[8][1]、怪人[注釈 4]
- 秘密戦隊ゴレンジャー（1975年 - 1977年） - アオレンジャー（トランポリン）[11]、キレンジャー[11]、モモレンジャー[11]、仮面怪人[11]（ガンマン仮面[12]、電話仮面[13]、青すじ仮面[12] 他）、ゾルダー[12]
- 宇宙鉄人キョーダイン（1976年 - 1977年）
- ザ・カゲスター（1976年）
- 大鉄人17（1977年）
- 消えた巨人軍（1978年）
- ロボット8ちゃん（1981年 - 1982年）
- アンドロメロス（1983年） - アンドロウルフ
- スケバン刑事シリーズ
  - スケバン刑事（1985年）
  - スケバン刑事II 少女鉄仮面伝説（1985年 - 1986年）
  - スケバン刑事III 少女忍法帖伝奇（1986年 - 1987年）
- ボクの婚約者（1986年）
- 東映不思議コメディーシリーズ
  - もりもりぼっくん（1986年） - 原始人（第23話）
  - 有言実行三姉妹シュシュトリアン（1993年） - 普通戦隊サラリーマン（第15話） 他
- 少女コマンドーIZUMI（1987年 - 1988年）
- 花のあすか組!（1988年）
- RUN（1993年）

ほか多数

### 映画
- 仮面ライダー 8人ライダーVS銀河王（1980年） - サドンダス[14]
- 仮面ライダースーパー1（1981年） - クレイジータイガー[14]